# Бруно Штудт
Бруно Штудт (нім. Bruno Studt; 6 квітня 1918, Бармштедт — 26 квітня 1944, Атлантичний океан) — німецький офіцер-підводник, оберлейтенант-цур-зее резерву крігсмаріне (1 січня 1944).

## Біографія
В жовтні 1939 року вступив на флот. З жовтня 1940 по липень 1941 року — штурмансмат на підводному човні U-108. З листопада 1941 по червень 1943 року — вахтовий офіцер на U-459. З липня 1943 по січень 1944 року — офіцер бази 12-ї флотилії в Бордо. З лютого 1944 року — командир U-488. 22 лютого вийшов у свій перший і останній похід. 26 квітня U-488 був потоплений в Атлантичному океані західніше Кабо-Верде (17°54′ пн. ш. 38°05′ зх. д.) глибинними бомбами американських есмінців «Фрост», «Г'юз», «Барбер» і «Сноуден». Всі 64 члени екіпажу загинули.